# جانبولاد زاده حسين باشا
جانبولاد زاده حسين باشا سياسي عثماني شغل منصب والي مصر منذ 1673 حتى 1675.